# Toray Pan Pacific Open 2012 - Qualificazioni singolare
Le qualificazioni del singolare  del Toray Pan Pacific Open 2012 sono state un torneo di tennis preliminare per accedere alla fase finale della manifestazione. I vincitori dell'ultimo turno sono entrati di diritto nel tabellone principale. In caso di ritiro di uno o più giocatori aventi diritto a questi sono subentrati i lucky loser, ossia i giocatori che hanno perso nell'ultimo turno ma che avevano una classifica più alta rispetto agli altri partecipanti che avevano comunque perso nel turno finale.

## Teste di serie
1. Magdaléna Rybáriková (primo turno)
2. Bojana Jovanovski (Qualificata)
3. Tímea Babos (primo turno)
4. Andrea Hlaváčková (Ultimo turno, Lucky Loser)
5. Kiki Bertens (ritirata)
6. Mandy Minella (ultimo turno)
7. Lourdes Domínguez Lino (primo turno)
8. Galina Voskoboeva (ultimo turno)
9. Laura Robson (ritirata)

1. Heather Watson (Qualificata)
2. Polona Hercog (primo turno)
3. Casey Dellacqua (primo turno)
4. Sílvia Soler Espinosa (Qualificata)
5. Pauline Parmentier (Qualificata)
6. Alexandra Cadanțu (primo turno)
7. Johanna Larsson (Qualificata)
8. Coco Vandeweghe (primo turno)

## Qualificate
1. Jamie Hampton
2. Bojana Jovanovski
3. Pauline Parmentier
4. Heather Watson

1. Johanna Larsson
2. Sílvia Soler Espinosa
3. Kurumi Nara
4. Camila Giorgi

### Lucky Loser
1. Andrea Hlaváčková

## Tabellone

### Legenda
| - Q = Qualificato - WC = Wild card - LL = Lucky loser | - ALT = Alternate - SE = Special Exempt - PR = Protected Ranking | - w/o = Walkover - r = Ritirato - d = Squalificato |

### Sezione 1
|  | Primo turno | Primo turno          | Primo turno          | Primo turno | Primo turno |  |  | Ultimo turno | Ultimo turno     | Ultimo turno     | Ultimo turno | Ultimo turno |  |
|  |             |                      |                      |             |             |  |  |              |                  |                  |              |              |  |
|  | 1           | Magdaléna Rybáriková | Magdaléna Rybáriková | 5           | 4           |  |  |              |                  |                  |              |              |  |
|  |             | Jamie Hampton        | Jamie Hampton        | 7           | 6           |  |  |              | Jamie Hampton    | Jamie Hampton    | 6            | 7            |  |
|  | WC          | Virginie Razzano     | Virginie Razzano     | 6           | 6           |  |  | WC           | Virginie Razzano | Virginie Razzano | 1            | 63           |  |
|  | 15          | Alexandra Cadanțu    | Alexandra Cadanțu    | 3           | 2           |  |  |              |                  |                  |              |              |  |

### Sezione 2
|  | Primo turno | Primo turno             | Primo turno | Primo turno | Primo turno |  |  | Ultimo turno | Ultimo turno            | Ultimo turno            | Ultimo turno | Ultimo turno |  |
|  |             |                         |             |             |             |  |  |              |                         |                         |              |              |  |
|  | 2           | Bojana Jovanovski       | 2           | 6           | 7           |  |  |              |                         |                         |              |              |  |
|  |             | Julia Cohen             | 6           | 0           | 63          |  |  | 2            | Bojana Jovanovski       | Bojana Jovanovski       | 6            | 6            |  |
|  |             | Garbiñe Muguruza Blanco | 7           | 3           | 6           |  |  |              | Garbiñe Muguruza Blanco | Garbiñe Muguruza Blanco | 3            | 3            |  |
|  | 12          | Casey Dellacqua         | 65          | 6           | 2           |  |  |              |                         |                         |              |              |  |

### Sezione 3
|  | Primo turno | Primo turno        | Primo turno        | Primo turno | Primo turno |  |  | Ultimo turno | Ultimo turno       | Ultimo turno | Ultimo turno | Ultimo turno |  |
|  |             |                    |                    |             |             |  |  |              |                    |              |              |              |  |
|  | 3           | Tímea Babos        | Tímea Babos        | 2           | 2           |  |  |              |                    |              |              |              |  |
|  |             | Nina Bratčikova    | Nina Bratčikova    | 6           | 6           |  |  |              | Nina Bratčikova    | 2            | 6            | 4            |  |
|  | WC          | Misaki Doi         | Misaki Doi         | 6           | 1           |  |  | 14           | Pauline Parmentier | 6            | 2            | 6            |  |
|  | 14          | Pauline Parmentier | Pauline Parmentier | 7           | 6           |  |  |              |                    |              |              |              |  |

### Sezione 4
|  | Primo turno | Primo turno              | Primo turno              | Primo turno | Primo turno |  |  | Ultimo turno | Ultimo turno      | Ultimo turno | Ultimo turno | Ultimo turno |  |
|  |             |                          |                          |             |             |  |  |              |                   |              |              |              |  |
|  | 4           | Andrea Hlaváčková        | Andrea Hlaváčková        | 6           | 7           |  |  |              |                   |              |              |              |  |
|  | ALT         | Erika Sema               | Erika Sema               | 3           | 63          |  |  | 4            | Andrea Hlaváčková | 7            | 3            | 2            |  |
|  |             | Lara Arruabarrena-Vecino | Lara Arruabarrena-Vecino | 4           | 64          |  |  | 10           | Heather Watson    | 5            | 6            | 6            |  |
|  | 10          | Heather Watson           | Heather Watson           | 6           | 7           |  |  |              |                   |              |              |              |  |

### Sezione 5
|  | Primo turno | Primo turno                 | Primo turno                 | Primo turno | Primo turno |  |  | Ultimo turno | Ultimo turno      | Ultimo turno | Ultimo turno | Ultimo turno |  |
|  |             |                             |                             |             |             |  |  |              |                   |              |              |              |  |
|  | ALT         | Valerija Savinych           | 65                          | 7           | 2           |  |  |              |                   |              |              |              |  |
|  |             | Sesil Karatančeva           | 7                           | 64          | 6           |  |  |              | Sesil Karatančeva | 6            | 5            | 3            |  |
|  |             | María José Martínez Sánchez | María José Martínez Sánchez | 4           | 1           |  |  | 16           | Johanna Larsson   | 1            | 7            | 6            |  |
|  | 16          | Johanna Larsson             | Johanna Larsson             | 6           | 6           |  |  |              |                   |              |              |              |  |

### Sezione 6
|  | Primo turno | Primo turno           | Primo turno   | Primo turno | Primo turno |  |  | Ultimo turno | Ultimo turno          | Ultimo turno          | Ultimo turno | Ultimo turno |  |
|  |             |                       |               |             |             |  |  |              |                       |                       |              |              |  |
|  | 6           | Mandy Minella         | Mandy Minella | 7           | 6           |  |  |              |                       |                       |              |              |  |
|  | ALT         | Gréta Arn             | Gréta Arn     | 6(0)        | 0           |  |  | 6            | Mandy Minella         | Mandy Minella         | 3            | 3            |  |
|  |             | Melinda Czink         | 6             | 2           | 4r          |  |  | 13           | Sílvia Soler Espinosa | Sílvia Soler Espinosa | 6            | 6            |  |
|  | 13          | Sílvia Soler Espinosa | 4             | 6           | 3           |  |  |              |                       |                       |              |              |  |

### Sezione 7
|  | Primo turno | Primo turno            | Primo turno   | Primo turno | Primo turno |  |  | Ultimo turno | Ultimo turno     | Ultimo turno | Ultimo turno | Ultimo turno |  |
|  |             |                        |               |             |             |  |  |              |                  |              |              |              |  |
|  | 7           | Lourdes Domínguez Lino | 6             | 4           | 0           |  |  |              |                  |              |              |              |  |
|  |             | Eléni Daniilídou       | 4             | 6           | 6           |  |  |              | Eléni Daniilídou | 2            | 6            | 3            |  |
|  | WC          | Kurumi Nara            | Kurumi Nara   | 6           | 6           |  |  | WC           | Kurumi Nara      | 6            | 2            | 6            |  |
|  | 11/WC       | Polona Hercog          | Polona Hercog | 1           | 4           |  |  |              |                  |              |              |              |  |

### Sezione 8
|  | Primo turno | Primo turno       | Primo turno | Primo turno | Primo turno |  |  | Ultimo turno | Ultimo turno      | Ultimo turno      | Ultimo turno | Ultimo turno |  |
|  |             |                   |             |             |             |  |  |              |                   |                   |              |              |  |
|  | 8           | Galina Voskoboeva | 6           | 3           | 6           |  |  |              |                   |                   |              |              |  |
|  |             | Mirjana Lučić     | 3           | 6           | 3           |  |  | 8            | Galina Voskoboeva | Galina Voskoboeva | 0            | 4            |  |
|  |             | Camila Giorgi     | 4           | 7           | 6           |  |  |              | Camila Giorgi     | Camila Giorgi     | 6            | 6            |  |
|  | 17          | Coco Vandeweghe   | 6           | 6           | 2           |  |  |              |                   |                   |              |              |  |